# Lista siturilor arheologice din județul Mureș - T
Lista siturilor arheologice din județul Mureș - T conține toate siturile arheologice din județul Mureș înscrise în Repertoriul Arheologic Național (RAN) și aflate în localități al căror nume începe cu litera T. RAN este administrat de Ministerul Culturii și Patrimoniului Național și cuprinde date științifice, cartografice, topografice, imagini și planuri, precum și orice alte informații privitoare la zonele cu potențial arheologic, studiate sau nu, încă existente sau dispărute.
Puteți căuta un sit din localitățile care încep cu litera T folosind formularul de mai jos sau puteți naviga prin toate siturile din județ la Lista siturilor arheologice din județul Mureș.
| Cod RAN                                    | Denumire | Localitate                            | Adresă                             | Datare                                    | Descoperit                 | Coordonate                                              | Imagine           | Erori            |
| ------------------------------------------ | --- | ------------------------------------- | ---------------------------------- | ----------------------------------------- | -------------------------- | ------------------------------------------------------- | ----------------- | ---------------- |
| 114328.01.01 (Cod LMI: MS-I-s-B-15338)     | Situl arheologic hallstattian de la Târgu Mureș - "Dâmbul Pietros" / ansamblu anonim (Categorie: locuire) (Tip: Așezare)           | municipiul Târgu Mureș                | Dâmbul Pietros                     |                                           |                            | 46°33′N 24°36′E / 46.55°N 24.6°E                        | Încărcați imagine | Raportați eroare |
| 114328.01.02 (Cod LMI: MS-I-s-B-15338)     | Situl arheologic hallstattian de la Târgu Mureș - "Dâmbul Pietros" / ansamblu anonim (Categorie: locuire) (Tip: Necropolă)         | municipiul Târgu Mureș                | Dâmbul Pietros                     |                                           |                            | 46°33′N 24°36′E / 46.55°N 24.6°E                        | Încărcați imagine | Raportați eroare |
| 114328.02.03 (Cod LMI: MS-I-s-B-15339)     | Situl arheologic de la Târgu Mureș - "Cotitura Dâmbului" / ansamblu anonim (Categorie: locuire civilă) (Tip: Așezare)              | municipiul Târgu Mureș                | Cotitura Dâmbului                  |                                           | 1952                       | 46°33′N 24°36′E / 46.55°N 24.6°E                        | Încărcați imagine | Raportați eroare |
| 114328.02.01 (Cod LMI: MS-I-m-B-15339.02)  | Situl arheologic de la Târgu Mureș - "Cotitura Dâmbului" / ansamblu anonim (Categorie: locuire civilă) (Tip: Așezare)              | municipiul Târgu Mureș                | Cotitura Dâmbului                  |                                           | 1952                       | 46°33′N 24°36′E / 46.55°N 24.6°E                        | Încărcați imagine | Raportați eroare |
| 114328.02.02 (Cod LMI: MS-I-m-B-15339.01)  | Situl arheologic de la Târgu Mureș - "Cotitura Dâmbului" / ansamblu anonim (Categorie: locuire civilă) (Tip: Așezare)              | municipiul Târgu Mureș                | Cotitura Dâmbului                  | geto-dacică                               | 1952                       | 46°33′N 24°36′E / 46.55°N 24.6°E                        | Încărcați imagine | Raportați eroare |
| 119867.01.01 (Cod LMI: MS-I-m-B-15432.02)  | Situl arheologic de la Tăureni - "Curechiaș" / ansamblu anonim (Categorie: locuire civilă) (Tip: Așezare)                          | sat Tăureni, comuna Tăureni           | Curechiaș                          | Noua                                      |                            | 46°35′53″N 24°06′47″E / 46.59806°N 24.11306°E           | Încărcați imagine | Raportați eroare |
| 119867.01.02 (Cod LMI: MS-I-m-B-15432.01)  | Situl arheologic de la Tăureni - "Curechiaș" / ansamblu anonim (Categorie: locuire civilă) (Tip: Așezare)                          | sat Tăureni, comuna Tăureni           | Curechiaș                          | sec. II - III d.Hr.                       |                            | 46°35′53″N 24°06′47″E / 46.59806°N 24.11306°E           | Încărcați imagine | Raportați eroare |
| 119867.02.01 (Cod LMI: MS-I-s-B-15433)     | Așezarea Noua de la Tăureni - "Sediul fostei CAP" / ansamblu anonim (Categorie: locuire civilă) (Tip: Așezare)                     | sat Tăureni, comuna Tăureni           | Sediul fostei CAP                  | Noua                                      | S. Grosu și N. Boandă 1975 | 46°35′00″N 24°05′00″E / 46.58333°N 24.08333°E           | Încărcați imagine | Raportați eroare |
| 114934.01.03 (Cod LMI: MS-I-m-B-15434.01)  | Situl arheologic din epoca romană de la Târnăveni / ansamblu anonim (Categorie: locuire) (Tip: Castru)                             | municipiul Târnăveni                  |                                    | sec. II - III d.Hr.                       |                            | 46°19′00″N 24°18′00″E / 46.31667°N 24.3°E               | Încărcați imagine | Raportați eroare |
| 114934.01.02 (Cod LMI: MS-I-m-B-15434.02)  | Situl arheologic din epoca romană de la Târnăveni / ansamblu anonim (Categorie: locuire) (Tip: Canabae)                            | municipiul Târnăveni                  |                                    | sec. II - III d.Hr.                       |                            | 46°19′00″N 24°18′00″E / 46.31667°N 24.3°E               | Încărcați imagine | Raportați eroare |
| 114934.01.01 (Cod LMI: MS-I-s-B-15434)     | Situl arheologic din epoca romană de la Târnăveni / ansamblu anonim (Categorie: locuire) (Tip: Așezare)                            | municipiul Târnăveni                  |                                    | Petrești                                  |                            | 46°19′00″N 24°18′00″E / 46.31667°N 24.3°E               | Încărcați imagine | Raportați eroare |
| 114934.02.01 (Cod LMI: MS-I-m-B-15435.01)  | Situl arheologic de la Târnăveni - "Bulevardul 1 Mai" / ansamblu anonim (Categorie: locuire civilă) (Tip: Așezare)                 | municipiul Târnăveni                  | Bdul 1 Mai, punct Bulevardul 1 Mai | sec. I - III d.Hr.                        |                            | 46°19′00″N 24°18′00″E / 46.31667°N 24.3°E               | Încărcați imagine | Raportați eroare |
| 114934.02.02 (Cod LMI: MS-I-m-B-15435.02)  | Situl arheologic de la Târnăveni - "Bulevardul 1 Mai" / ansamblu anonim (Categorie: locuire civilă) (Tip: Necropolă)               | municipiul Târnăveni                  | Bdul 1 Mai, punct Bulevardul 1 Mai | romană sec. I-III d.Hr.                   |                            | 46°19′00″N 24°18′00″E / 46.31667°N 24.3°E               | Încărcați imagine | Raportați eroare |
| 120334.01.01 (Cod LMI: MS-I-s-B-15436)     | Necropola romană de la Toldal - "Clădirea CAP" / ansamblu anonim (Categorie: descoperire funerară) (Tip: Necropolă de incinerație) | sat Toldal, comuna Voivodeni          | Clădirea CAP                       | sec. II - III d.Hr.                       | 1964                       | 46°53′00″N 24°35′00″E / 46.88334°N 24.58333°E           | Încărcați imagine | Raportați eroare |
| 118192.01.01 (Cod LMI: MS-I-m-B-15437.02)  | Situl arheologic de la Torba - În grădina fostului conac Berecki / ansamblu anonim (Categorie: locuire civilă) (Tip: Așezare)      | sat Torba, comuna Măgherani           | În grădina fostului conac Berecki  | Schneckenberg                             |                            | 46°37′00″N 24°53′00″E / 46.61666°N 24.88333°E           | Încărcați imagine | Raportați eroare |
| 118192.01.02 (Cod LMI: MS-I-m-B-15437.01)  | Situl arheologic de la Torba - În grădina fostului conac Berecki / ansamblu anonim (Categorie: locuire civilă) (Tip: Așezare)      | sat Torba, comuna Măgherani           | În grădina fostului conac Berecki  | sec. XVI - XVII d.Hr.                     |                            | 46°37′00″N 24°53′00″E / 46.61666°N 24.88333°E           | Încărcați imagine | Raportați eroare |
| 119581.01.01 (Cod LMI: MS-I-s-B-15438)     | Așezarea romană de la Tușinu / ansamblu anonim (Categorie: locuire civilă) (Tip: Așezare rurală)                                   | sat Tușinu, comuna Sânpetru de Câmpie |                                    | sec. II - III d.Hr.                       |                            | 46°46′00″N 24°13′00″E / 46.76667°N 24.21667°E           | Încărcați imagine | Raportați eroare |
| 114328.03.03 (Cod LMI: MS-II-a-A-15454)    | Situl arheologic medieval de la Târgu Mureș - "Cetate" / ansamblu anonim (Categorie: fortificație) (Tip: Așezare)                  | municipiul Târgu Mureș                | Piața Bernady György, punct Cetate | sec. XII - XIII d.Hr.                     |                            |                                                         | Încărcați imagine | Raportați eroare |
| 114328.03.02 (Cod LMI: MS-II-a-A-15454)    | Situl arheologic medieval de la Târgu Mureș - "Cetate" / ansamblu anonim (Categorie: fortificație) (Tip: Cetate)                   | municipiul Târgu Mureș                | Piața Bernady György, punct Cetate | sec. XV - XVII d.Hr.                      |                            |                                                         | Încărcați imagine | Raportați eroare |
| 114328.03.01 (Cod LMI: MS-II-a-A-15454)    | Situl arheologic medieval de la Târgu Mureș - "Cetate" / ansamblu anonim (Categorie: fortificație) (Tip: Așezare)                  | municipiul Târgu Mureș                | Piața Bernady György, punct Cetate | Starčevo - Criș                           |                            |                                                         | Încărcați imagine | Raportați eroare |
| 114328.03.02 (Cod LMI: MS-II-a-A-15454)    | Situl arheologic medieval de la Târgu Mureș - "Cetate" / ansamblu anonim (Categorie: fortificație) (Tip: Așezare)                  | municipiul Târgu Mureș                | Piața Bernady György, punct Cetate | ceramicii liniare                         |                            |                                                         | Încărcați imagine | Raportați eroare |
| 114328.04.01                               | Așezarea eneolitică de la Târgu Mureș / ansamblu anonim (Categorie: locuire civilă) (Tip: Așezare)                                 | municipiul Târgu Mureș                |                                    | Cluj - Cheile Turzii - Lumea Nouă - Iclod |                            |                                                         | Încărcați imagine | Raportați eroare |
| 114328.04.02                               | Așezarea eneolitică de la Târgu Mureș / ansamblu anonim (Categorie: locuire civilă) (Tip: Așezare)                                 | municipiul Târgu Mureș                |                                    | Petrești                                  |                            |                                                         | Încărcați imagine | Raportați eroare |
| 114328.05.01                               | Locuirea neo-eneolitică de la Târgu Mureș - "Platoul cu Furnici" / ansamblu anonim (Categorie: locuire civilă) (Tip: Așezare)      | municipiul Târgu Mureș                | Platoul cu Furnici                 |                                           |                            |                                                         | Încărcați imagine | Raportați eroare |
| 114328.06.01                               | Așezarea eneolitică de la Târgu Mureș - Clinica de Oftalmologie / ansamblu anonim (Categorie: locuire civilă) (Tip: Așezare)       | municipiul Târgu Mureș                | Clinica de Oftalmologie            |                                           |                            |                                                         | Încărcați imagine | Raportați eroare |
| 114328.07                                  | Obiect eneolitic la Târgu Mureș (Categorie: descoperire izolată) (Tip: obiect izolat)                                              | municipiul Târgu Mureș                | str. D. Gecs                       |                                           |                            |                                                         | Încărcați imagine | Raportați eroare |
| 11432811.01                                | Situl arheologic de la Târgu Mureș - "Parcul Sportiv" / ansamblu anonim (Categorie: locuire civilă) (Tip: Așezare)                 | municipiul Târgu Mureș                | Parcul Sportiv                     |                                           | 1909                       | 46°32′31″N 24°33′34″E / 46.54194°N 24.55944°E           | Încărcați imagine | Raportați eroare |
| 11432811.02                                | Situl arheologic de la Târgu Mureș - "Parcul Sportiv" / ansamblu anonim (Categorie: locuire civilă) (Tip: Așezare)                 | municipiul Târgu Mureș                | Parcul Sportiv                     | Bodrogkeresztur                           | 1909                       | 46°32′31″N 24°33′34″E / 46.54194°N 24.55944°E           | Încărcați imagine | Raportați eroare |
| 114328.09                                  | Topor eneolitic din cupru la Târgu Mureș - "Pădurea Gyera" (Categorie: descoperire izolată) (Tip: obiect izolat)                   | municipiul Târgu Mureș                | Pădurea Gyera                      |                                           |                            |                                                         | Încărcați imagine | Raportați eroare |
| 117104.01                                  | Unelte eneolitice din piatră și cupru la Trei Sate - "Șanțul Eros" (Categorie: descoperire izolată) (Tip: obiect izolat)           | sat Trei Sate, comuna Ghindari        | Șanțul Eros                        |                                           |                            |                                                         | Încărcați imagine | Raportați eroare |
| 116929.01                                  | Unelte eneolitice la Troița (Categorie: descoperire izolată) (Tip: obiect izolat)                                                  | sat Troița, comuna Gălești            |                                    |                                           |                            |                                                         | Încărcați imagine | Raportați eroare |
| 114328.10.01                               | Centrul medieval și premodern al orașului Târgu Mureș / ansamblu anonim (Categorie: locuire civilă) (Tip: Așezare)                 | municipiul Târgu Mureș                | str. Bolyai, nr. 16                | sec. XV d.Hr.                             |                            | 46°32′00″N 24°33′00″E / 46.53333°N 24.55°E              | Încărcați imagine | Raportați eroare |
| 114328.10.02                               | Centrul medieval și premodern al orașului Târgu Mureș / ansamblu anonim (Categorie: locuire civilă) (Tip: Așezare)                 | municipiul Târgu Mureș                | str. Bolyai, nr. 16                | sec. XIX - XX                             |                            | 46°32′00″N 24°33′00″E / 46.53333°N 24.55°E              | Încărcați imagine | Raportați eroare |
| 117104.02.01                               | Așezarea hallstattiană de la Trei Sate - "Dealul lui Cozma" / ansamblu anonim (Categorie: locuire civilă) (Tip: Așezare)           | sat Trei Sate, comuna Ghindari        | Dealul lui Cozma                   |                                           |                            |                                                         | Încărcați imagine | Raportați eroare |
| 114328.23.01 (Cod LMI: MS-II-m-A-15475.01) | Cetatea medievală Tg. Mureș - Piața Bernady Gyorgy / ansamblu anonim (Categorie: locuire civilă) (Tip: Biserică)                   | municipiul Târgu Mureș                | Piața Bernady Gyorgy               | sec. XII - XIV                            |                            | 46°32′48″N 24°33′59″E / 46.5465277778°N 24.5663888889°E | Încărcați imagine | Raportați eroare |
| 114328.23.03 (Cod LMI: MS-II-m-A-15475.02) | Cetatea medievală Tg. Mureș - Piața Bernady Gyorgy / ansamblu anonim (Categorie: locuire civilă) (Tip: Incintă fortificată)        | municipiul Târgu Mureș                | Piața Bernady Gyorgy               | sec. XII - XIV                            |                            | 46°32′51″N 24°33′55″E / 46.5476161111°N 24.5653219444°E | Încărcați imagine | Raportați eroare |
| 114328.23.03 (Cod LMI: MS-II-m-A-15475.02) | Cetatea medievală Tg. Mureș - Piața Bernady Gyorgy / complex anonim (Categorie: locuire civilă) (Tip: bastion)                     | municipiul Târgu Mureș                | Piața Bernady Gyorgy               | 1612 - 1653                               |                            | 46°32′51″N 24°33′55″E / 46.5476161111°N 24.5653219444°E | Încărcați imagine | Raportați eroare |
| 114328.35.01 (Cod LMI: MS-II-m-B-15551)    | Palatul Apollo de la Târgu Mureș / ansamblu Palatul Apollo (Categorie: construcție) (Tip: Palat)                                   | municipiul Târgu Mureș                | Piața Trandafirilor 5              | 1820                                      |                            |                                                         | Încărcați imagine | Raportați eroare |
| 114328.33.01 (Cod LMI: MS-II-m-A-15553)    | Palatul Toldalay / ansamblu Palatul Toldalay (Categorie: construcție) (Tip: Palat)                                                 | municipiul Târgu Mureș                | Piața Trandafirilor 11             | 1759 - 1771                               |                            |                                                         | Încărcați imagine | Raportați eroare |
| 117104.03.01 (Cod LMI: MS-II-m-A-16052)    | Castelul Dozsa-Baratosi de la Trei Sate / ansamblu Castelul Dozsa-Baratosi (Categorie: construcție) (Tip: Castel)                  | sat Trei Sate, comuna Ghindari        | 244                                | sec. XVIII                                |                            | 46°28′37″N 24°53′48″E / 46.476834°N 24.896558°E         | Încărcați imagine | Raportați eroare |
| 116929.02 (Cod LMI: MS-II-m-A-16054)       | Turnul bisericii romano-catolice de la Troița / ansamblu anonim (Categorie: structură de cult/religioasă)                          | sat Troița, comuna Gălești            |                                    |                                           |                            |                                                         | Încărcați imagine | Raportați eroare |
| 116929.02.01 (Cod LMI: MS-II-m-A-16054)    | Turnul bisericii romano-catolice de la Troița / ansamblu anonim (Categorie: structură de cult/religioasă) (Tip: Turn)              | sat Troița, comuna Gălești            |                                    | sec. XV                                   |                            |                                                         | Încărcați imagine | Raportați eroare |
| 119867.03.01                               | Necropola din epoca fierului de la Tăureni - "Între lacuri" / ansamblu anonim (Categorie: descoperire funerară) (Tip: Necropolă)   | sat Tăureni, comuna Tăureni           | Între lacuri                       |                                           |                            |                                                         | Încărcați imagine | Raportați eroare |